# Peter Shalulile
Peter Shalulile (ur. 23 października 1993 w Windhuku) – namibijski piłkarz grający na pozycji napastnika w klubie Mamelodi Sundowns oraz reprezentacji Namibii.

## Kariera klubowa
Shalulile rozpoczynał swoją karierę w klubie Tura Magic. W 2015 roku wyjechał do Południowej Afryki. Początkowo grał w Highlands Park. W drużynie spędził 5 lat. W 2020 roku przeniósł się do Mamelodi Sundowns. W pierwszym sezonie zdobył mistrzostwo RPA. Strzelił wówczas 15 bramek i uplasował się na drugim miejscu w klasyfikacji strzelców. Po sezonie wygrał nagrodę PSL Award.

## Kariera reprezentacyjna
W reprezentacji Namibii zadebiutował 10 września 2014 z Eswatini. Pierwszą bramkę zdobył w meczu z Madagaskarem 28 maja 2015. Znalazł się w kadrze Namibii na Puchar Narodów Afryki 2019.